# Cambridge (Minnesota)
Cambridge is een plaats (city) in de Amerikaanse staat Minnesota, en valt bestuurlijk gezien onder Isanti County.

## Demografie
Bij de volkstelling in 2000 werd het aantal inwoners vastgesteld op 5520.
In 2006 is het aantal inwoners door het United States Census Bureau geschat op 7377, een stijging van 1857 (33,6%).

## Geografie
Volgens het United States Census Bureau beslaat de plaats een oppervlakte van
16,2 km², waarvan 16,0 km² land en 0,2 km² water. Cambridge ligt op ongeveer 293 m boven zeeniveau.

## Plaatsen in de nabije omgeving
De onderstaande figuur toont nabijgelegen plaatsen in een straal van 20 km rond Cambridge.